# Al-Dżamilijja (Hims)
Al-Dżamilijja – wieś w Syrii, w muhafazie Hims, w dystrykcie Hims. W 2004 roku liczyła 380 mieszkańców.